# Unmasked (Kiss)
Unmasked è l'ottavo album registrato in studio dal gruppo hard rock statunitense Kiss, pubblicato il 20 maggio del 1980 per l'etichetta discografica Casablanca Records.

## Il disco
Si tratta dell'ultimo album registrato dai Kiss con la formazione originale prima della riunione del 1996. Tuttavia Peter Criss non suona la batteria in nessuna traccia pur essendo accreditato e comparendo nella copertina. Il posto del batterista fu preso da Anton Fig (che aveva già suonato quasi tutte le parti di batteria nell'album precedente) che non viene accreditato nelle note di copertina.
Con Unmasked i Kiss continuano ad utilizzare le stesse sonorità vicine alla musica pop e disco che avevano caratterizzato l'album precedente senza riscuotere lo stesso successo di Dynasty e causando l'ulteriore perdita del pubblico rock nonché alcune spaccature tra i fans dei Kiss.
La band girò per l'album un video promozionale del brano Shandi, nel quale apparve l'ultima volta, prima della riunione del 1996, Peter Criss alla batteria. Il posto di Peter Criss fu preso nel giugno del 1980 da Eric Carr, la cui prima apparizione fu durante un'esibizione (in playback) alla televisione tedesca di due brani dell'album (Talk to Me e She's So European).

## Tracce
1. Is That You? (Gerard McMahon) – 3:55
  - Voce solista: Paul Stanley
2. Shandi (Paul Stanley, Vini Poncia) – 3:33
  - Voce solista: Paul Stanley
3. Talk to Me (Ace Frehley) – 4:00
  - Voce solista: Ace Frehley
4. Naked City (Gene Simmons, Bob Kulick, Peppi Castro, Poncia) – 3:49
  - Voce solista: Gene Simmons
5. What Makes the World Go 'Round (Stanley, Poncia) – 4:14
  - Voce solista: Paul Stanley
6. Tomorrow (Stanley, Poncia) – 3:16
  - Voce solista: Paul Stanley
7. Two Sides of the Coin (Frehley) – 3:15
  - Voce solista: Ace Frehley
8. She's So European (Simmons, Poncia) – 3:30
  - Voce solista: Gene Simmons
9. Easy as It Seems (Stanley, Poncia) – 3:24
  - Voce solista: Paul Stanley
10. Torpedo Girl (Frehley, Poncia) – 3:31
  - Voce solista: Ace Frehley
11. You're All That I Want (Simmons, Poncia) – 3:04
  - Voce solista: Gene Simmons

## Collaboratori
- Gene Simmons - basso, chitarra ritmica[8], voce principale o secondaria
- Paul Stanley - chitarra ritmica o solista[8], voce principale o secondaria, basso[8]
- Ace Frehley - chitarra solista, voce principale o secondaria, basso[8]
- Peter Criss - batteria[9]

### Altri musicisti[8]
- Tom Harper - basso nella seconda traccia
- Anton Fig - batteria[10]
- Vini Poncia - tastiere, voce secondaria, percussioni
- Holly Knight - tastiere nella seconda traccia